# Zelandotipula nebulipennata
Zelandotipula nebulipennata är en tvåvingeart som beskrevs av Alexander 1980. Zelandotipula nebulipennata ingår i släktet Zelandotipula och familjen storharkrankar. Inga underarter finns listade i Catalogue of Life.